# Béjart Ballet Lausanne
Pour les articles homonymes, voir Béjart.
Le Béjart Ballet Lausanne est une compagnie de danse fondée par Maurice Béjart à Lausanne (Suisse) en 1987.

## Historique
Le Béjart Ballet Lausanne (BBL) est la compagnie de danse fondée par Maurice Béjart en 1987, lorsqu'il quitta Bruxelles et le Théâtre de la Monnaie, mettant un terme au Ballet du XXe siècle, pour s'établir à Lausanne en Suisse. Il y avait été incité par Philippe Braunschweig, sa femme Elvire Kremis et la syndique de Lausanne Yvette Jaggi.
Cinq ans plus tard, en remplacement de l'École Mudra de Bruxelles, il y établit l'École-atelier Rudra dans le même bâtiment que la compagnie. Les élèves de Rudra participent d'ailleurs parfois à certains spectacles de la compagnie.
À la mort de Maurice Béjart le 22 novembre 2007, c'est Gil Roman, l'un de ses principaux danseurs, qui reprend la direction artistique de la compagnie. En 2021, la compagnie fait l'objet d’une enquête à la suite de manquements de la direction remontés par les élèves de l’école Rudra et les danseurs. En conclusion de cet audit, le directeur de production est licencié, puis, 3 ans plus tard, Gil Roman l’est également en février 2024. Depuis, Julien Favreau a été nommé directeur artistique, poursuivant avec passion l'héritage de Maurice Béjart.

## Danseurs actuels[Quand?]
Danseuses
Floriane Bigeon, Clara Boitet, Solène Burel, Jasmine Cammarota, Katerina Chebykina, Oana Cojocaru, Jule Deutschmann, Emma Foucher, Valerija Frank, Carolina Fregnan, Min Kyung Lee, Gohar Mkrtchyan, Mari Ohashi, Chiara Posca, Elisabet Ros, Kateryna Shalkina, Bianca Stoicheciu, Kathleen Thielhelm
Danseurs
Daniel Aguado Ramsay, Edoardo Boriani, Cyprien Bouvier, Dorian Browne, Alessandro Cavallo, Oscar Eduardo Chacón, Julien Favreau, Oscar Frame, Kwinten Guilliams, Hideo Kishimoto, Zsolt Kovacs, Jeronimas Krivickas, Antoine Le Moal, Andrea Luzi, Federico Matetich, Liam Morris, Masayoshi Onuki, Vito Pansini, Angelo Perfido, Konosuke Takeoka, Denovane Victoire
Directeur technique
René Meyer a été le directeur technique de 2008 à 2013.